# Slag bij Chester Station
De Slag bij Chester Station vond plaats op 10 mei 1864 in Chesterfield County Virginia tijdens de Amerikaanse Burgeroorlog.

## Achtergrond
De strijd bij Chester Station was een kleine slag tijdens de Bermuda Hundred-veldtocht. De Noordelijken probeerden de Richmond & Petersburg Spoorweg te vernietigen om de communicatie- en bevoorradingslijnen van Robert E. Lees Army of Northern Virginia door te snijden. De Zuidelijken traden de Noordelijken tegemoet met twee brigades onder leiding van generaal-majoor Robert Ransom. Na een korte strijd eindigde de slag onbeslist.

## De slag
Toen de Noordelijke eenheden de omgeving van Chester Station bereikten, werden ze opgedeeld in twee vleugels. De linkervleugel bestaande uit de 7th Connecticut enerzijds ,onder leiding van majoor O.S. Sanford, rukte verder op richting Chester Station terwijl het 6th Connecticut ondertussen de spoorweg vernietigde waarna ze orders kregen om zich opnieuw bij het ander regiment te voegen. De rechtervleugel onder leiding van kolonel C. J. Dobbs was op een Zuidelijke verkenningsmacht gestoten. Hij stuurde een boodschapper naar de linkervleugel om versterkingen naar voor te brengen. Ondertussen stelde hij de 13th Indiana, de 169th New York en de 1st Connecticut Battery op in een slaglinie. De 67th Ohio hield hij in reserve. De eerste twee Zuidelijke aanvallen werden afgeslagen.
Op dit punt arriveerde de Noordelijke linkervleugel op het slagveld. Ze werden onmiddellijk ingezet door een aanval uit te voeren op de Zuidelijke linkerflank. Ook een derde Zuidelijke aanval draaide op niets uit. Hierna trokken de Zuidelijken zich terug.

## Gevolgen
De Noordelijken verloren 280 soldaten tegenover 249 Zuidelijken. De strijd eindigde onbeslist. De Noordelijken trokken zich terug naar hun stellingen rond Bermuda Hundred.

## Aanbevolen lectuur en externe links
- Salmon, John S., The Official Virginia Civil War Battlefield Guide, Mechanicsburg, PA: Stackpole Books, 2001. ISBN 0-8117-2868-4.
- Lowry, Don No turning back: the beginning of the end of the Civil War : March-June 1864, Volume 1, Hippocrene Books, 1992.
- Robertson, William Glenn, Back door to Richmond: the Bermuda Hundred Campaign, April-June 1864, University of Delaware Press, 1987.
- De Bermuda Hundred-veldtocht
- De Bermuda Hundred-veldtocht
- The Troy Times , MAY 16, 1864.
- The New York Times, Wednesday, May 11, 1864.
- De slag bij Chester Station Historical Marker
- De slag bij Chester Station Historical Marker
- Chester Station Fight Historical Marker